# Shine and Eternity
「Shine and Eternity」（シャインアンドエタニティー）は、日本のミュージシャン吉井和哉の7枚目のシングルである。2007年7月25日発売。発売元はEMIミュージック・ジャパン。

## 概要
ジャケットモデルは女性だが、目の部分は吉井の目を合成している。

## 収録曲
作詞・作曲・編曲：吉井和哉
1. Shine and Eternity (5:32)
2. マンチー (2:47)
3. Shine and Eternity (instrumental) (5:32)
4. マンチー (instrumental) (2:47)

## 収録アルバム
- Hummingbird in Forest of Space (#1,2)
- 18 (#1)

## 参加ミュージシャン
- 吉井和哉 - ボーカル、パーカッション
- ジュリアン・コリエル（英語版） - ギター
- クリス・チェイニー（英語版） - ベース (#1)
- ジョシュ・フリーズ（英語版） - ドラム (#1)
- ダニー・ローナー（英語版） - プログラミング (#1)
- EIGHTY BUG + ELLE B - バックグラウンド・ヴォーカル (#1)
- ジャスティン・メルダル・ジョンセン（英語版） - ベース (#2)
- ビクター・インドゥリゾー（英語版） - ドラム (#2)
- JASON VILLAROMAN - ヴォイス (#2)